# Euphorbia ammatotricha
Euphorbia ammatotricha är en törelväxtart som beskrevs av Pierre Edmond Boissier. Euphorbia ammatotricha ingår i släktet törlar, och familjen törelväxter. Inga underarter finns listade i Catalogue of Life.